# Tysklands Grand Prix 1962
Tysklands Grand Prix 1962 var det sjätte av nio lopp ingående i formel 1-VM 1962.  

## Resultat
1. Graham Hill, BRM, 9 poäng

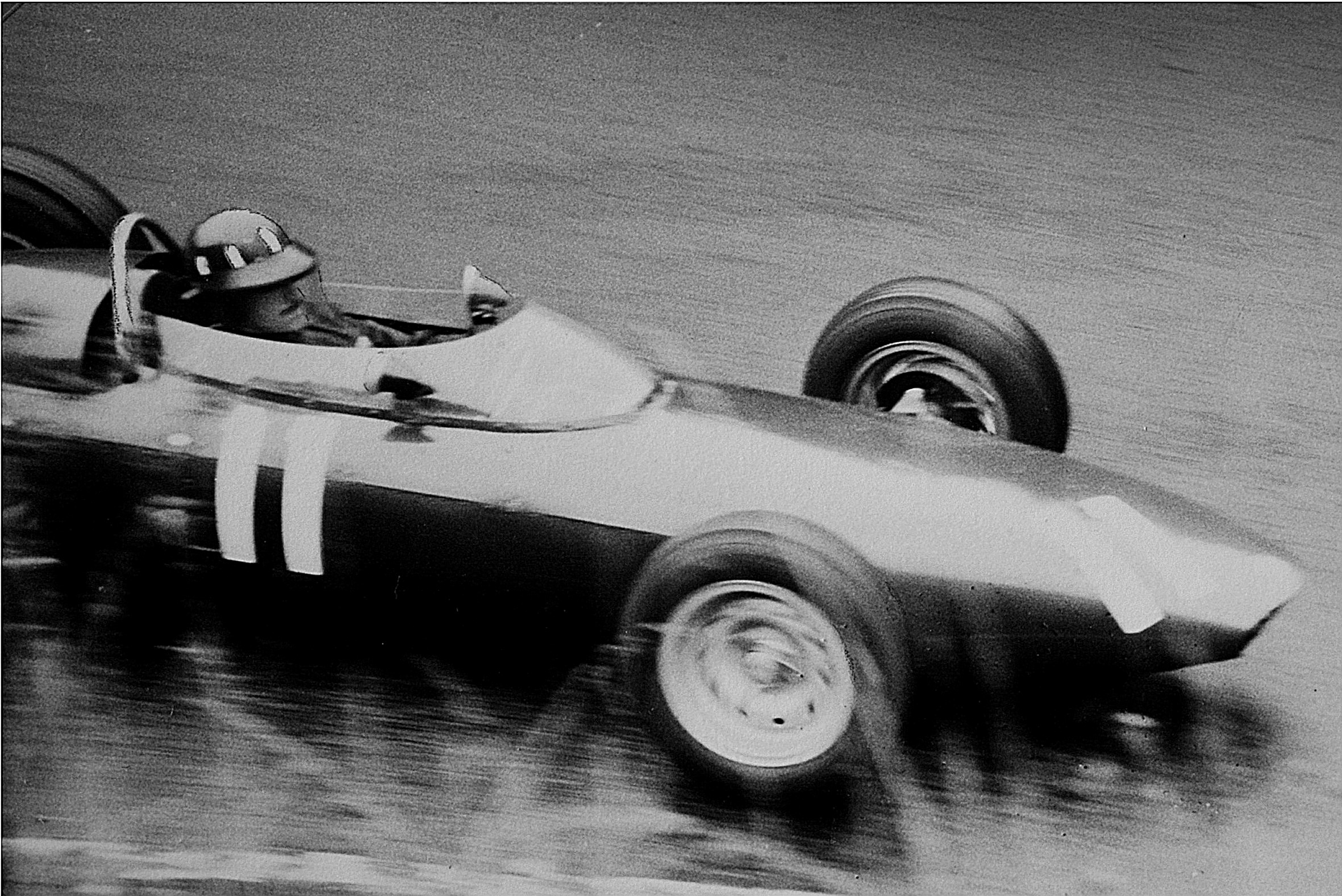
Graham Hill i en BRM P57 på Nürburgring 5 augusti 1962

2. John Surtees, Reg Parnell (Lola-Climax), 6
3. Dan Gurney, Porsche, 4
4. Jim Clark, Lotus-Climax, 3
5. Bruce McLaren, Cooper-Climax, 2
6. Ricardo Rodriguez, Ferrari, 1
7. Joakim Bonnier, Porsche
8. Richie Ginther, BRM
9. Tony Maggs, Cooper-Climax
10. Giancarlo Baghetti, Ferrari
11. Ian Burgess, Anglo-American Equipe (Cooper-Climax)
12. Jo Siffert, Ecurie Filipinetti (Lotus-Climax)
13. Carel Godin de Beaufort, Ecurie Maarsbergen (Porsche)
14. Heini Walter, Ecurie Filipinetti (Porsche)
15. Nino Vaccarella, Scuderia SSS Republica di Venezia (Porsche)
16. Lucien Bianchi, ENB-Maserati

### Förare som bröt loppet

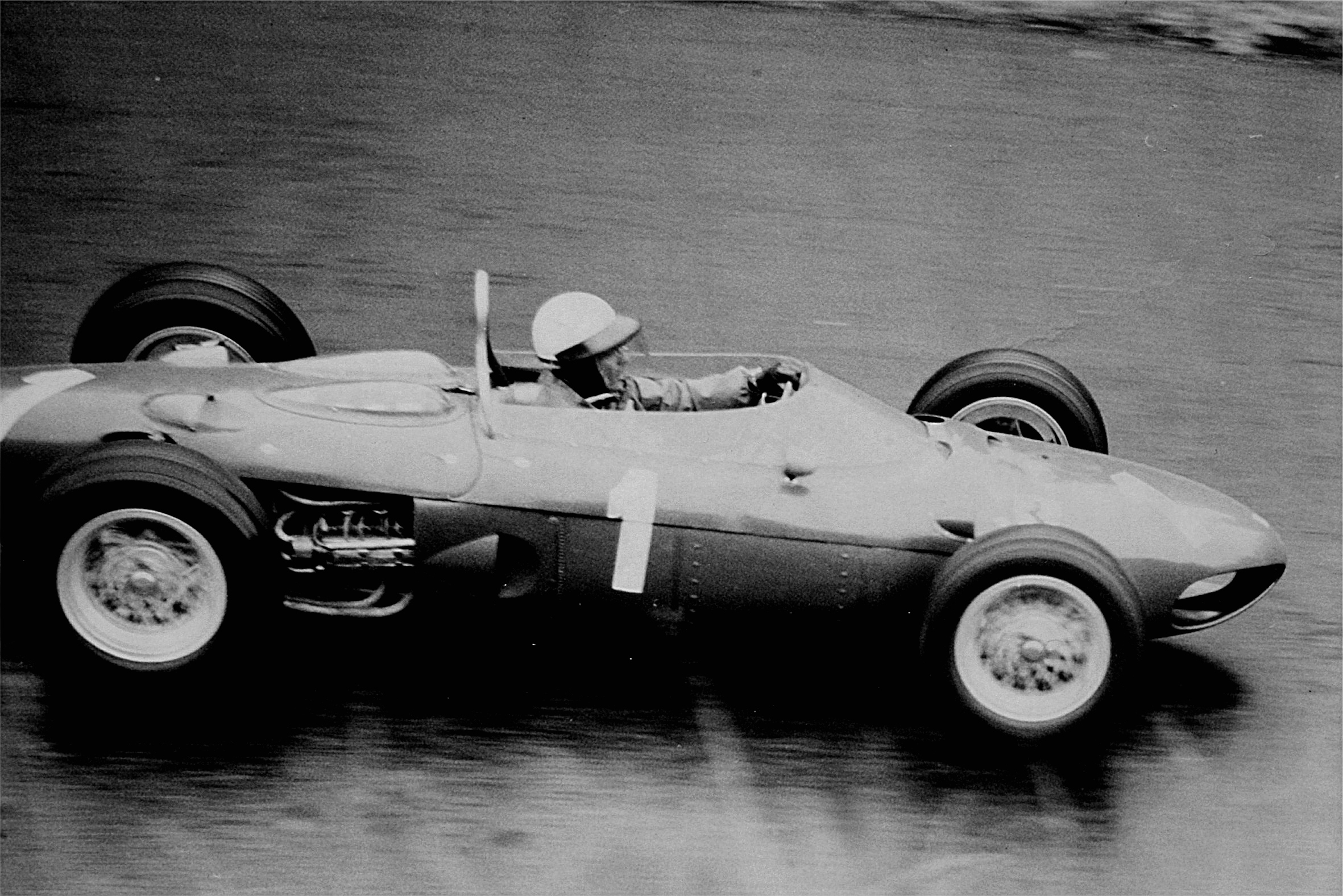
Phil Hill i en Ferrari 156 F1 på Nürburgring 5 augusti 1962

- Jackie Lewis, Ecurie Galloise (Cooper-Climax) (varv 10, upphängning)
- Phil Hill, Ferrari (9, upphängning)
- Jack Brabham, Brabham-Climax (9, gasspjäll)
- Keith Greene, Gilby-BRM (7, upphängning)
- Roy Salvadori, Reg Parnell (Lola-Climax) (4, växellåda)
- Maurice Trintignant, R R C Walker (Lotus-Climax) (4, växellåda)
- Lorenzo Bandini, Ferrari (4, olycka)
- Heinz Schiller, Ecurie Filipinetti (Lotus-BRM) (4, oljetryck)
- Bernard Collomb, Bernard Collomb (Cooper-Climax) (2, växellåda)
- Trevor Taylor, Lotus-Climax (0, olycka)

### Förare som ej kvalificerade sig
- Tony Shelly, John Dalton (Lotus-Climax)
- Wolfgang Seidel, Autosport Team Wolfgang Seidel (Lotus-BRM)
- Jay Chamberlain, Ecurie Excelsior (Lotus-Climax)
- Günther Seiffert, Autosport Team Wolfgang Seidel (Lotus-BRM)